# Stenopogon californioides
Stenopogon californioides là một loài ruồi trong họ Asilidae. Stenopogon californioides được Bromley miêu tả năm 1937. Loài này phân bố ở vùng Tân Bắc giới.